# Hueyapan, Morelos
Hueyapan är en ort i Mexiko.   Den ligger i kommunen Tetela del Volcán och delstaten Morelos, i den sydöstra delen av landet, 80 km sydost om huvudstaden Mexico City. Hueyapan ligger 2 377 meter över havet och antalet invånare är 6 353.
Terrängen runt Hueyapan är bergig. Runt Hueyapan är det ganska tätbefolkat, med 80 invånare per kvadratkilometer. Närmaste större samhälle är Yecapixtla, 19,2 km väster om Hueyapan. I omgivningarna runt Hueyapan växer huvudsakligen savannskog.